# Petrochelidon rufocollaris
La golondrina cuellirrufa (Petrochelidon rufocollaris) es una especie de ave paseriforme de la familia Hirundinidae propia del noroeste de Sudamérica. Se la encuentra en Ecuador y Perú. Sus hábitats naturales son las tierras donde crece el pasto y los bosques.